# Lipka (roślina)
Lipka, sparmania, jeżatka (Sparrmannia) – rodzaj roślin z rodziny ślazowatych Malvaceae. Obejmuje trzy gatunki występujące w południowej Afryce (na południe od Sudanu i Erytrei, włącznie z Krajem Przylądkowym) i na Madagaskarze. 
Rośliny te są uprawiane, zwłaszcza popularna jest lipka afrykańska S. africana – w krajach o klimacie chłodniejszym traktowana jako roślina pokojowa. Nazwa naukowa rodzaju upamiętnia szwedzkiego botanika Andersa Sparrmana, uczestnika drugiej podróży Jamesa Cooka.

## Morfologia

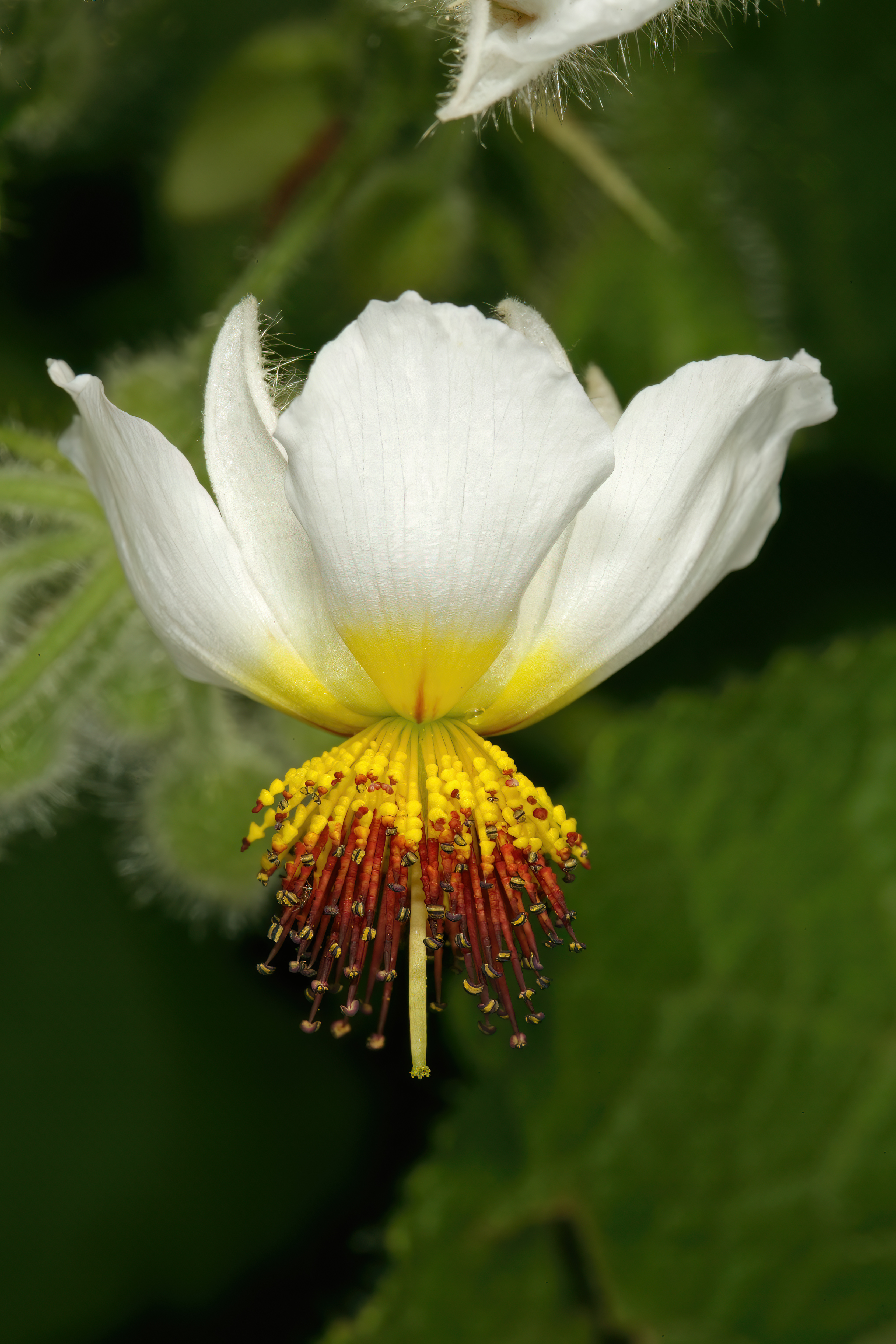
Kwiat lipki afrykańskiej

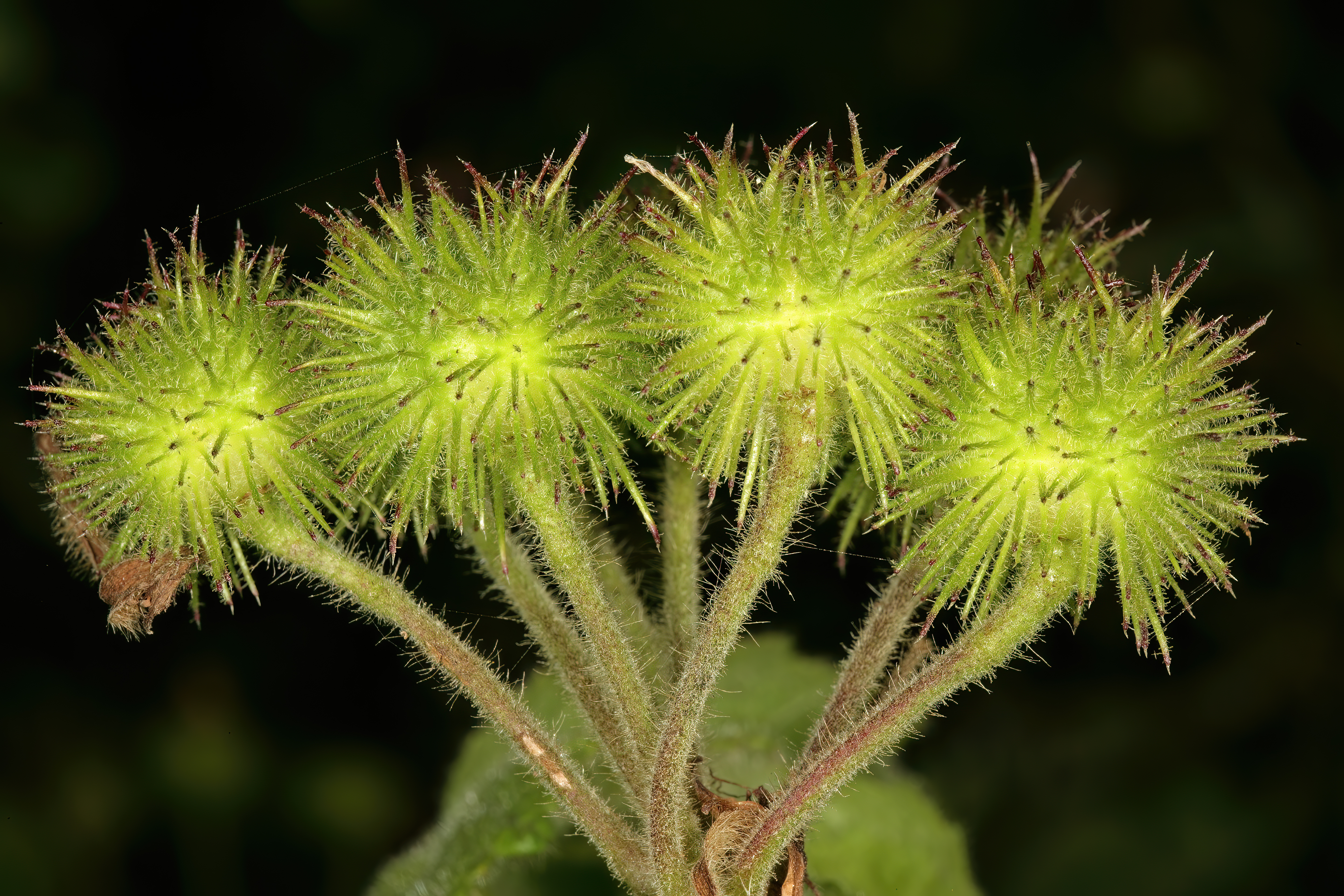
Owoce lipki afrykańskiej

PokrójKrzewy i drzewa osiągające do 7 m wysokości, o korze włóknistej. Pędy są miękko owłosione, kwitnące rozgałęziają się sympodialnie.
LiścieSkrętoległe, zimozielone, ząbkowane na brzegu do klapowanych, stosunkowo duże i miękko owłosione – pokryte są włoskami gwiazdkowatymi i prostymi.
KwiatyZebrane są w baldachopodobne wierzchotkowate kwiatostany wyrastające na długich szypułach naprzeciw liści. Kwiaty są obupłciowe i czterokrotne. Działki kielicha i płatki korony są w kolorze białym, wszystkie o płaskich, nie kapturkowatych brzegach. Pręciki są liczne, czasem skupione w cztery grupy, zawsze skrajne wykształcone jako prątniczki – pozbawione pylników, z nitkami falistymi lub koralikowato zgrubiałymi. Zalążnia 4- lub 5-komorowa zwykle z niepełną przegrodą w szczytowej części zalążni. W komorach rozwijają się liczne zalążki. Szyjka słupka zwieńczona jest znamieniem z 4-5 ząbkami.
OwoceKuliste lub elipsoidalne torebki 4-5 komorowe, od zewnątrz pokryte kolcami, otwierające się klapami.

## Systematyka
Pozycja systematyczna
Rodzaj z podrodziny Grewioideae, rodziny ślazowatych Malvaceae z rzędu ślazowców. Jest blisko spokrewniony z Entelea z Nowej Zelandii (różni się liczbą komór w zalążni i obecnością prątniczków).
Wykaz gatunków
- Sparrmannia africana L.f. – lipka afrykańska
- Sparrmannia discolor Baker
- Sparrmannia ricinocarpa (Eckl. & Zeyh.) Kuntze

## Biologia i ekologia
Rośliny te występują w lasach i na terenach skalistych. 
Kwiaty zapylane są przez owady. W zwisających kwiatach skrajne prątniczki mają budowę i żółtą barwę przypominającą ciałka odżywcze wabiące zapylaczy. Odwiedzając kwiat wchodzą one w wyniku haptonastii w kontakt z płodnymi pręcikami (podrażnione pręciki wykonują dość szybkie ruchy) i znamieniem słupka, dokonując zapylenia. Przed wizytą zapylacza pręciki pozostają stulone. Są one utrzymywane w suchym stanie ponieważ osłonięte są od góry miseczkowato stulonymi i wzniesionymi ku górze działkami i płatkami okwiatu, gromadzącymi wodę i pozwalającymi na przelewanie się jej kropla po kropli przez krawędź okwiatu.